# Aegoschema cinereum
Aegoschema cinereum är en skalbaggsart som beskrevs av Lane 1938. Aegoschema cinereum ingår i släktet Aegoschema och familjen långhorningar. Inga underarter finns listade i Catalogue of Life.